# AUX 88
AUX 88 ist eine Electro-Band aus Michigan, USA.

## Geschichte
Gegründet wurde AUX 88 im Jahr 1993 von Tom Tom (Tommy Hamilton) und Keith Tucker. Zuvor waren beide bereits in der 1985 gegründeten Gruppe „RX-7“ sowie bei „Sight Beyond Sight“ tätig. Im Jahr 1995 verließ Tucker die Formation, um sich einem Soloprojekt zu widmen. Stattdessen stieß der Tänzer William „BJ“ Smith hinzu, der die Gruppe im Jahr 1998 wieder verließ. Hamilton führte AUX 88 daraufhin als Soloprojekt weiter, bis Tucker später wieder in die Gruppe eintrat. Außerdem war Anthony Horten (Black Tony) Teil der Ur-Formation von „RX-7“ und „AUX 88“. Keith Tucker und Anthony Horten gründeten auch in der Zeit mit „AUX 88“, das Projekt „Optic Nerve“, sowie die Formation „Alien FM“. „Optic Nerve“ war als mehr abstrakte Art des Detroit Electro/Techno gedacht und „Alien FM“ war ein weitaus psychodelischeres Projekt, denn AUX 88.
Die Gruppe hat zahlreiche Singles und Alben veröffentlicht. Ihr Debütalbum Is It Man or Machine? erschien im Jahr 1996, 1998 folgte Hamiltons Soloprojekt Xeo-Genetic, welches den Detroit Music Award für Bester Künstler und Beste Aufnahme gewann. Im Jahr 1999 veröffentlichte AUX 88 ein Mixalbum in der „Electro Boogie“-Reihe, im Jahr 2005 erschien das dritte Album mit dem Titel AUX 88, vier Jahre später das Album Mad Scientist.
AUX 88 waren ebenfalls unter den Pseudonymen Aux Men und Alien FM tätig.

## Diskografie
- Bass Magnetic (1993, 430 West Records)
- Is It Man or Machine? (1996, Direct Beat)
- Reprogramming the Machine (1998, Direct Beat)
- Xeo-Genetic (1998, Direct Beat)
- AUX 88 (2005, Submerge Recordings)
- Mad Scientist (2009, Puzzlebox Records)
- Black Tokyo (2010, Puzzlebox Records)

## Auszeichnungen
- 1998 Detroit Music Award in den Kategorien Bester Künstler und Beste Aufnahme für das Album Xeo-Genetic.